# Sioux City Bridge
Die Sioux City Bridge, auch Sioux City Railroad Bridge, ist eine eingleisige Eisenbahnbrücke über den Missouri River zwischen South Sioux City in Nebraska und Sioux City in Iowa. Sie geht auf eine der ersten Brücken über den Missouri aus dem Jahre 1888 zurück, die von George S. Morison für die Chicago, St. Paul, Minneapolis and Omaha Railway (Omaha Road) errichtet wurde. Die Chicago and North Western Railway (C&NW) integrierte als langjähriger Hauptaktionär die Omaha Road 1972 endgültig und gab die veraltete Brücke zugunsten eines Neubaus durch die Burlington Northern Railroad (BN) 1981 auf. Die BN besaß Streckenrechte über die alte Brücke und war damals deren Hauptnutzer. Die C&NW erhielt als Kompensation Streckenrechte über die neue Brücke, die heute im Besitz der Union Pacific Railroad sind. Die BN fusionierte 1995 zur BNSF Railway, die heute Betreiber der Brücke ist.

## Erste Brücke 1888

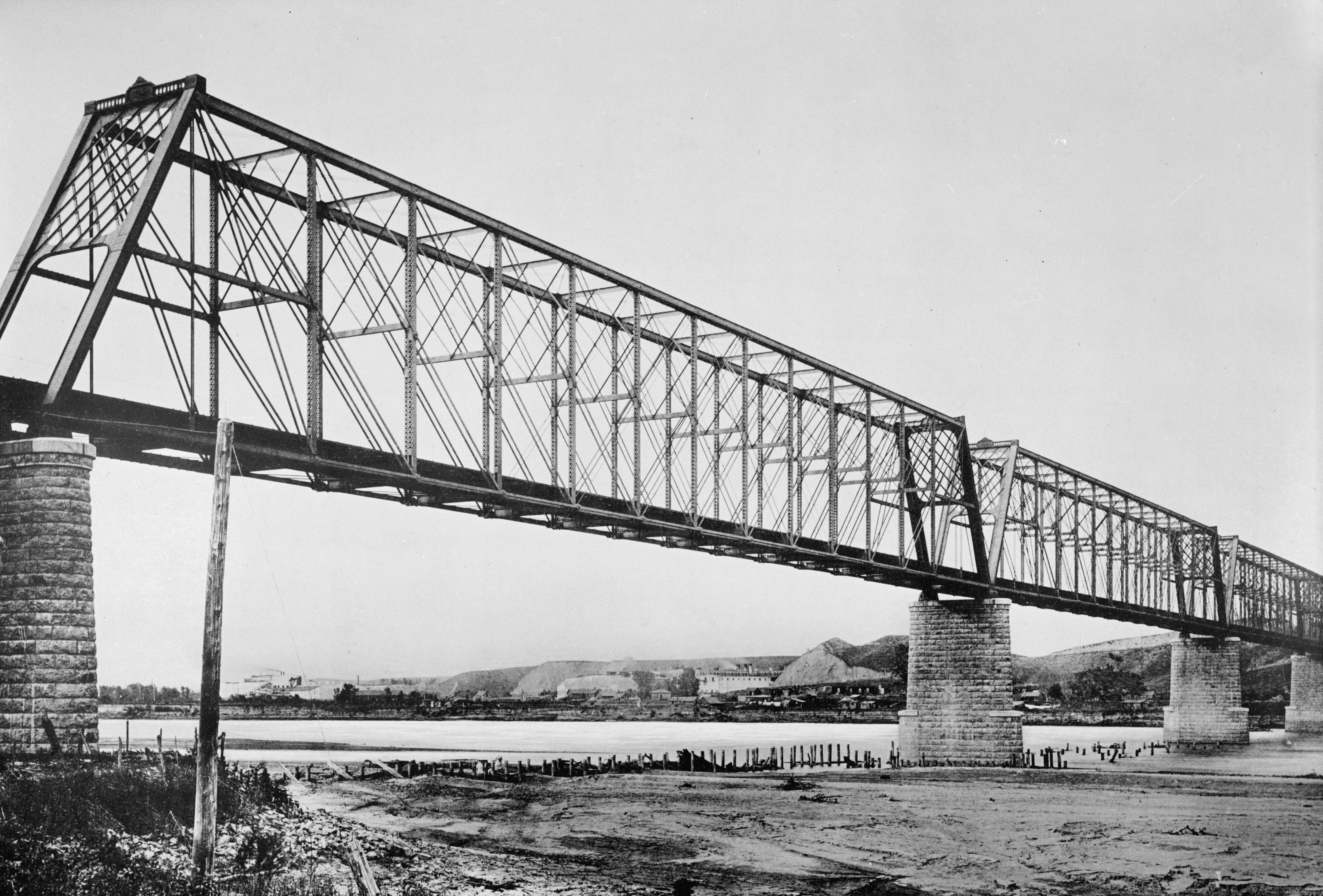
Die erste Eisenbahnbrücke von 1888

Die Stadt Sioux City entwickelte sich im Zuge der expandierenden Eisenbahngesellschaften in Nordamerika Ende des 19. Jahrhunderts zu einem Eisenbahnknotenpunkt und verzeichnete ein rasantes Wachstum; die Einwohnerzahl lag um 1870 noch bei etwa 4.000 und erreichte 1890 fast 38.000. Im Gegensatz zu anderen Städten am Missouri wie Kansas City, Bismarck oder Blair gab es in Sioux City Mitte der 1880er Jahre noch keine Eisenbahnbrücke über den Fluss. Geschäftsleute aus Boston sicherten sich durch die Sioux City Bridge Company zwar schon 1876 Rechte für den Bau einer Brücke, aber erst Anfang 1885 wurde der Brückenbauingenieur George S. Morison mit ersten Planungen beauftragt. Es dauerte aber noch weitere zwei Jahre bis zum Start der Bauarbeiten, da erst mit der Übernahme der Sioux City Bridge Company durch die Chicago, St. Paul, Minneapolis and Omaha Railway (Omaha Road) im Mai 1887 das Projekt forciert wurde. Es sollte Morisons sechste Brücke über den Missouri werden, wobei er in Sioux City mit Elmer Lawrence Corthell als Morison & Corthell (1887–1889) zusammenarbeitete.
Die ab Sommer 1887 errichtete eingleisige Fachwerkbrücke bestand aus vier 122 Meter langen Whipple-Fachwerkträgern mit untenliegendem Gleis (engl. whipple truss, nach dem Erfinder Squire Whipple, 1804–1888) und einer kurzen Balkenbrücke auf der östlichen Iowa-Seite. Die Brücke ruhte auf fünf gemauerten Steinpfeilern, wobei die Strompfeiler mittels Senkkästen in einer Tiefe von über 20 Metern im Flussbett verankert wurden; die Gesamthöhe betrug etwa 44 Meter. Besonderheit des Überbaus war die fast ausschließliche Verwendung des neuen Baumaterials Stahl, welches das bis dahin übliche Schmiedeeisen ersetzte. Der Aufbau des Stahl-Konstruktion war am 8. November 1888 abgeschlossen und der erste Zug passierte die Brücke am 26. November 1888.

## Zweite Brücke 1981

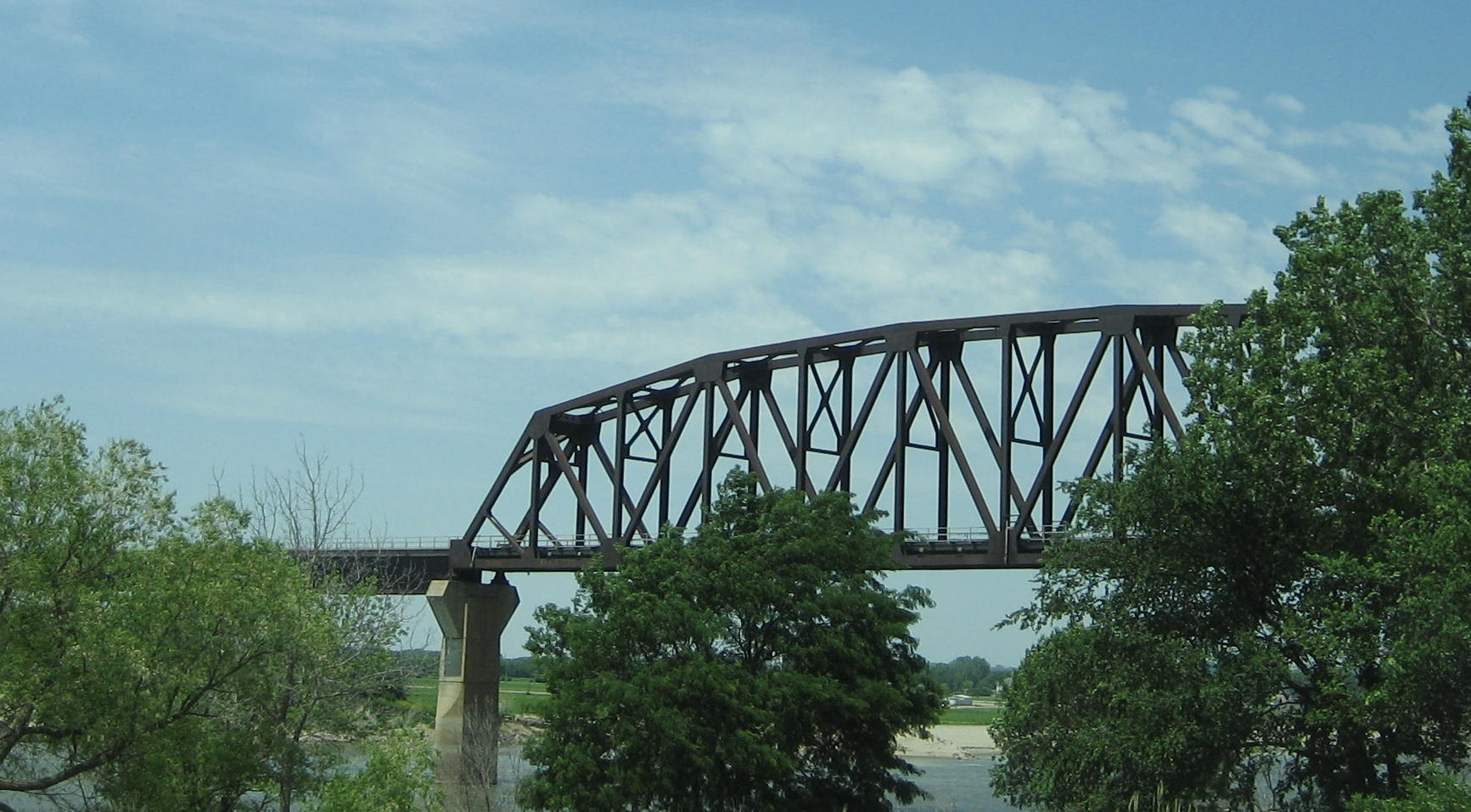
Fachwerkträger der Brücke von 1981

Die Chicago and North Western Railway (C&NW) war seit 1882 Hauptaktionär der Omaha Road und übernahm sie schließlich 1972 vollständig. Die in die Jahre gekommene Brücke wurde in den 1970er Jahren hauptsächlich nur noch von der Burlington Northern Railroad (BN) genutzt, die Streckenrechte bei der C&NW besaß und einen Neubau mit höherer Traglast plante. Die C&NW gab im Austausch gegen Streckenrechte über die neue Brücke schließlich ihre alte Brücke auf. Die BN errichtete bis Ende 1981 eine moderne Eisenbahnbrücke in unmittelbarer Nachbarschaft und ließ die alte später abreißen. Die Streckenrechte der C&NW sind heute im Besitz der Union Pacific Railroad und die BN fusionierte 1995 zur BNSF Railway, die heute Betreiber der Brücke ist.
Zentrales Element der heutigen Brücke ist ein etwa 130 Meter lager Fachwerkträger mit gebogenem Obergurt und untenliegendem Gleis, der als Strebenfachwerk mit Pfosten (Warren truss) ausgeführt ist. Flankiert wird der Stahlträger von mehreren Balkenbrücken mit Vollwandträgern; die Gesamtlänge beträgt etwa 460 Meter. Getragen wird die Brücke von Stahlbetonpfeilern, wobei die beiden mittleren Strompfeiler Kragarme zur Aufnahme der Auflager des Fachwerkträgers besitzen.